# Sihem Hamidi
Pour les articles homonymes, voir Hamidi.
Sihem Hamidi, née le 16 septembre 2003 à Tlemcen, est une gymnaste artistique algérienne.

## Carrière
Elle est médaillée de bronze par équipes aux Championnats d'Afrique de gymnastique artistique 2022 au Caire ainsi qu'aux Championnats d'Afrique de gymnastique artistique 2023 à Pretoria.
Aux Jeux panarabes de 2023 à Oran, elle est médaillée d'argent à la poutre ainsi que médaillée de bronze au saut de cheval.